# Indobatis ori
Az Indobatis ori a porcos halak (Chondrichthyes) osztályának rájaalakúak (Rajiformes) rendjébe, ezen belül az Anacanthobatidae családjába tartozó faj.
Nemének az egyetlen faja.

## Előfordulása
Az Indobatis ori előfordulási területe az Indiai-óceán nyugati felén van. Mozambik és Madagaszkár között található meg.

## Megjelenése
Eddig a legnagyobb kifogott példány 42,9 centiméteres volt. A mellúszóinak köszönhetően kerekített megjelenése van, bár az orránál kihegyesedik. A farka hosszú és vékony. A színezete sötét szürkésbarna.

## Életmódja
Mélytengeri rája, amely 1000-1725 méteres mélységek között él. A vízalatti sziklaszirtek lakója.

## Szaporodása
Belső megtermékenyítés által szaporodik. A nőstény a homokos vagy iszapos fenékre hosszúkás tojástokot rak. A tojástok 3,6 centiméter hosszú és 1,9 centiméter széles, a sarkai élesek és kemények.